# Sagesse Sports Club
Il Sagesse Sports Club (in arabo نادي الحكمة - فريق كرة السلة) è una società polisportiva di Beirut, in Libano. Si occupa di varie discipline come calcio, scacchi, karate, ping pong, ma l'attività principale è la pallacanestro, con delle sezioni sia maschili che femminili.

## Storia

### Fondazione
Il termine Al-Hikma in arabo, pronunciato in dialetto libanese come El-Hekmeh , che tradotto in lingua italiana ha il significato di "Saggezza", ha dato il nome alla polisportiva. Da questo termine nasce anche il nome alternativo in francese del club, Sagesse, il cui significano in francese è sempre saggezza.

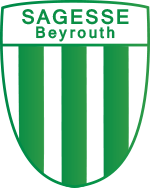
Vecchio logo ?-2019

La polisportiva dell'Hekmeh è stato fondata a Beirut nel 1943, sotto il patrocinio di padre Boulos Kik e con il sostegno di monsignore Jean Maroun, affiliato al Collège de la Sagesse della Chiesa cattolica maronita, istituzione educativa molto presente in Libano e in Medio Oriente ed attiva fin dal 1875; nonostante l'affiliazione con il Sagesse College, il club ha però sempre mantenuto una propria amministrazione indipendente.

### L'epoca d'oro
Il programma di basket è stato fondato nel 1992, quando il club era guidato e finanziato dal magnate dei media, ampiamente soprannominato il padrino del basket libanese, il presidente Antoine Choueiri, eletto alla massima carica del club in seguito alla scomparsa del precedente presidente Henri El Asmar. Choueiri voleva una squadra che raggiungesse un successo e una popolarità senza precedenti, nel tentativo di cambiare per sempre la storia dello sport libanese e di unire tutti i libanesi dietro una squadra di successo, che doveva rappresentare il Libano e il basket libanese in ogni possibile competizione a livello nazionale ed internazionale.
Dopo l'acquisizione di Choueiri nel 1992,il Sagesse incluse nel suo roster alcuni giocatori di maggior peso, tra cui le leggende della Nazionale di pallacanestro del Libano, che formarono una delle partnership di maggior successo dell'epoca e della storia del basket in Asia, Elie Mechantaf e Fadi el-Khatib, le stelle africane Assane N'diaye e Mohammed Acha e altri importanti stranieri che all'epoca facevano parte dell'élite dei giocatori stranieri in Medio Oriente. Un livello di giocatori mai visto prima nella Lebanese Basketball League e nei paesi vicini, il tutto sotto la direzione dell'allenatore più decorato della storia del basket libanese Ghassan Sarkis, che portò alla nascita di una squadra da sogno e dominante che prese per mano, sia il basket libanese che lo sport in Libano, e li portò a nuovi livelli, raggiungendo gli obiettivi fissati da Choueiri.
Il Sagesse divenne così uno dei club di basket di maggior successo e fame in Libano ed in Asia; la squadra infatti vince a livello nazionale ben 8 Lebanese Basketball League tra il 1992-93 ed il 2003-04, di cui sette consecutivi titoli nazionali consecutivi fra il 1997-98 e il 2003-04, e 7 Coppe libanesi di basket; trofei nazionali a cui però si aggiunsero le 2 Arab Club Basketball Championship vinte consecutivamente nel 1997 e 1998, i 3 titoli conquistati nella West Asian Basketball League nel 2002, 2004 e 2005, ma soprattutto i 3 titoli di Campione d'Asia, conquistati grazie alla vittoria delle edizioni 1999, 2000 e 2004 nella FIBA Asia Champions Cup, che gli hanno permesso di diventare il club con maggiori vittorie nella massima competizione continentale asiatica.
Il Sagesse è anche l'unico club arabo ed asiatico ad aver mai partecipato al McDonald's Open, organizzato dalla FIBA e dalla NBA. Avvenne nell'edizione del 1999, quando il Sagesse si era laureato per la prima volta campione asiatico; questa è stata la prima e unica volta in cui la FIBA Asia è stata rappresentata nel torneo da un suo club. Quell'edizione si giocò al Forum di Assago di Milano, il Sagesse concluse la competizione al sesto ed ultimo posto, uscendo sconfitta in entrambi gli incontri che disputò: sia quella contro la compagine italiana della Pallacanestro Varese con il risultato di 88 a 99, sia in quella contro gli australiani degli Adelaide 36ers per 91 ad 84.
Questa eccezionale partecipazione e il modo in cui il Sagesse rappresentò l'Asia al Campionato McDonald's di Milano, ricevette molti elogi, tra gli altri,  sia dell'allora commissario della NBA David Stern che dall'ex segretario generale della FIBA Borislav Stanković.

### Un lungo periodo di transizione
Nell'era post Choueiri, dal 2004 in poi, che fu anche l'ultimo anno in cui la squadra vinse il campionato libanese, il club fece fatica a trovare coerenza a livello amministrativo nonostante il coinvolgimento di molti uomini d'affari e personaggi politici, coinvolgimenti politici che furono visti proprio così come uno dei possibili motivi della difficoltà del club, piuttosto che gesti di aiuto per migliorare il progetto. Inoltre nonostante il Sagesse avesse le disponibilità economiche per costruire una buona squadra e competere per la vittoria, il club si ritrovò a fare i conti con dei debiti,dovuti alla cattiva gestione della società; rispetto all'era Choueiri, il club nonostante abbia raggiunto molte finali in diverse competizioni, ha ottenuto pochi successi rispetto agli anni passati, dimostrando molta discontinuità ed una forma generale mediocre nel corso delle stagioni.
Nell'elezione del 2019 l'assemblea generale del club ha eletto Elie Yahchouchi, l'alto funzionario del "Gruppo Choueiry", presidente del club; Yahchouchi era stato il vicepresidente di Antoine Choueiri durante l'epoca d'oro club. Nel consiglio del club è entrato anche il Vice Primo Ministro del Libano, Ghassan Hasbani, eletto capo del consiglio di amministrazione. Dall'elezione del nuovo consiglio,sono state apportate molte riforme, revisioni e sono stati fatti importanti investimenti, per cercare di riportare il club nell'elitè del basket asiatico.
Dall'ottobre 2023 è stata eletta una nuova amministrazione guidata dal presidente onorario del club M.P. Jihad Pakradouni con l'avvocato e membro del consiglio comunale di Beirut Ragheb Haddad come presidente del club.
Il Sagesse nella stagione 2023-2024, partecipa alla seconda edizione della FIBA West Asia Super League andando a sostituire l'altra squadra libanese del Dynamo Lebanon

## Palazzetto
Il Sagesse gioca le sue partite casalinghe presso il Ghazir Stadium, anche conosciuto con il nome di Antoine Choueiri Stadium, un palazzetto dello sport situato a Ghazir, località a nord di Beirut, in Libano. L'arena ha una capienza di circa 5.000 spettatori, è noto principalmente per essere l’impianto casalingo della squadra di pallacanestro del Sagesse Beirut, ma ospita anche le partite della squadra di pallavolo locale.
La costruzione del palazzetto fu avviata nel giugno del 1998 ed i lavori vennero completati in appena due anni, con la struttura che fu pronta per l'agosto del 2000. L’arena è caratterizzata da una struttura compatta, con le tribune situate molto vicine al campo da gioco, che favoriscono un’atmosfera intensa durante gli incontri. Il palazzetto è particolarmente conosciuto per il tifo caldo e appassionato dei sostenitori del Sagesse, rendendolo uno dei campi più difficili per le squadre avversarie nella FLB League.

## Derby di Beirut
Come accade spesso nei vari campionati nazionali c'è sempre una feroce rivalità tra le due squadre più forti, questo è particolarmente vero nel campionato di basket libanese, dove questo concetto viene incarnato nella rivalità tra il Sagesse ed il Al-Riyadi Beirut,in quello che è conosciuto come il Derby di Beirut. I due club sono sempre stati visti come i più grandi rappresentanti sportivi del Libano e sono le due squadre più popolari del paese. 
All'avvenimento assistono sempre un numero molto elevato di sostenitori di entrambe le squadre, la rivalità è molto sentita tanto che in varie occasioni si sono registrati scontri violenti fra le tifoserie e risse tra fra i giocatori della due compagini.
Il derby nel 2024 ha raggiunto la sua 136ª edizione nella Lebanese Basketball League con il Al-Riyadi Beirut in vantaggio nelle vittorie totali.

## Palmarès
Fonti:

### Titoli Nazionali
Lebanese Basketball league
- Campioni (8): 1993–94, 1997–98, 1998–1999, 1999–2000, 2000-2001, 2001–02, 2002–03, 2003–04

Lebanese Basketball Cup
- Campioni (9): 1993, 1995, 1997, 1998, 1999, 2000, 2001, 2002, 2003

### Titoli Internazionali
FIBA Asia Champions Cup
- Campioni (3):[29] 1999, 2000, 2004 (Record)

WABA Champions Cup
- Campioni (3): 2002, 2004, 2005

Arab Club Basketball Championship
- Campioni (2) : 1998, 1999

## Organico

### Roster 2024-2025
Il roster per la stagione 2024-2025
|    | Naz.                                       | Ruolo | Sportivo          | Anno | Alt. | Peso |  |
| -- | ------------------------------------------ | ----- | ----------------- | ---- | ---- | ---- |  |
| 0  | Libano (bandiera)                          | G     | Aziz Abdel Massih | 1996 | 192  | 79   |  |
| 1  | Libano (bandiera) · Stati Uniti (bandiera) | G     | Omar Jamaleddine  | 2000 | 190  | 78   |  |
| 3  | Libano (bandiera)                          | G     | Marc Khoueiry     | 2001 | 185  | 75   |  |
| 8  | Libano (bandiera)                          | PG    | Jad Khalil        | 1996 | 186  | 78   |  |
| 11 | Slovenia (bandiera)                        | AG    | Martin Krampelj   | 1995 | 206  | 107  |  |
| 12 | Libano (bandiera) · Australia (bandiera)   | C     | Naim Rabay        | 1997 | 206  | 105  |  |
| 15 | Libano (bandiera) · Turchia (bandiera)     | AG    | Jihad El Khatib   | 2005 | 200  | 85   |  |
| 20 | Libano (bandiera)                          | G     | Elie Rustom       | 1981 | 197  | 93   |  |
| 21 | Libano (bandiera)                          | AG    | Gerard Hadidian   | 1995 | 201  | 98   |  |
| 28 | Libano (bandiera)                          | C     | Joseph Aby Khers  | 1992 | 204  | 101  |  |
| 42 | Stati Uniti (bandiera)                     | PG    | Stefan Moody      | 1993 | 178  | 84   |  |
| 45 | Guinea (bandiera) · Francia (bandiera)     | AG    | Sekou Doumbouya   | 2000 | 205  | 104  |  |

### Staff tecnico
| Ruolo           | Nome              |
| --------------- | ----------------- |
| Capo Allenatore | Linos Gavriel     |
| Assistente      | Anat'oli Boisa    |
| Assistente      | Dany Ammous       |
| Assistente      | Omar Bakri Kasbah |

## Giocatori
- Fadi el-Khatib
- Rodrigue Akl
- Brian Beshara
- Rony Fahed
- Ali Fakhreddine
- Matt Freije
- Ater Majok
- Sabah Khoury
- Elie Mechantaf
- Ahmad Ibrahim
- Ghaleb Rida
- Elie Rustom
- Roy Samaha
- Elie Stephan
- Hussein Tawbe
- Joseph Vogel
- Miguel Martinez
- Cliff Alexander
- Zach Andrews
- Willie Burton
- Steve Burtt
- Eric Chatfield
- Randy Culpepper
- Ramel Curry
- Dion Dixon
- Quincy Douby
- Cleanthony Early
- Mouhammad Faye
- Sherell Ford
- Jonathan Gibson
- Aaron Harper
- Brandon Heath
- Cedric Henderson
- Walter Hodge
- Ekene Ibekwe
- Kenny Adeleke
- Cady Lalanne
- Pierre Jackson
- DerMarr Johnson
- Ivan Johnson
- Nate Johnson
- Jumaine Jones
- Zach Lofton
- Zeke Marshall
- Tariq Owens
- Amal McCaskill
- Shabazz Muhammad
- Norman Nolan
- Desmond Penigar
- Malcolm Thomas
- Oleksij Pečerov
- Peter John Ramos
- Rayvonte Rice
- Ryan Richards
- Kerwin Roach
- Marc Salyers
- Kenny Satterfield
- DeShawn Sims
- Radhouane Slimane
- Dewarick Spencer
- Joe Stephens
- Malcolm Thomas
- Hervé Touré
- Ratko Varda
- Samaki Walker
- Shabazz Muhammad
- Johnny O'Bryant
- Darryl Watkins
- Booker Woodfox
- Rasheim Wright

## Allenatori
| Nome              | Periodo          |
| ----------------- | ---------------- |
| Ghassan Sarkis    | 1992 - 2003      |
| Ilias Zouros      | 2003 - 2004      |
| Dragan Raca       | 2005 - 2006      |
| Guillermo Vecchio | 2006 - 2007      |
| Veselin Matić     | 2008 - 2009      |
| Nenad Krdzic      | 2009             |
| Željko Zečević    | 2009 - 2010      |
| Alen Abaz         | 2010             |
| Tab Baldwin       | 2010 - 2011      |
| Toni Vujanic      | 2011 - 2012      |
| Fuad Abou Chakra  | 2012 - 2018      |
| Ghassan Sarkis    | 2018 - 2022      |
| Joe Ghattas       | 2022 - 2023      |
| Jad El Hajj       | 2023 - 2024      |
| George Geagea     | 2024             |
| Ilias Zouros      | 2024 - 2025      |
| Linos Gavriel     | 2025 - in carica |

## Onorificenze
Di seguito sono riporte le onorificenze di cui è stato insignito il club:
 Ordine nazionale del Cedro
 Cavaliere nel 1999
 Ufficiale nel 2000
Assegnato al club per il suo successo senza precedenti nei campionati di basket libanesi, arabi e asiatici che hanno contribuito notevolmente allo sviluppo e alla crescita del basket libanese e dello sport in Libano a molti livelli.